# What's Another Year
What's Another Year è un singolo del cantante irlandese Johnny Logan.

## Storia
Il brano sancì la seconda vittoria per l'Irlanda e la prima per il cantautore, che è oggi ricordato, infatti, come l'unico cantante partecipante alla manifestazione ad aver trionfato per ben 3 volte (2 come interprete di canzoni, a pari merito con Loreen, e una come scrittore di un altro brano).

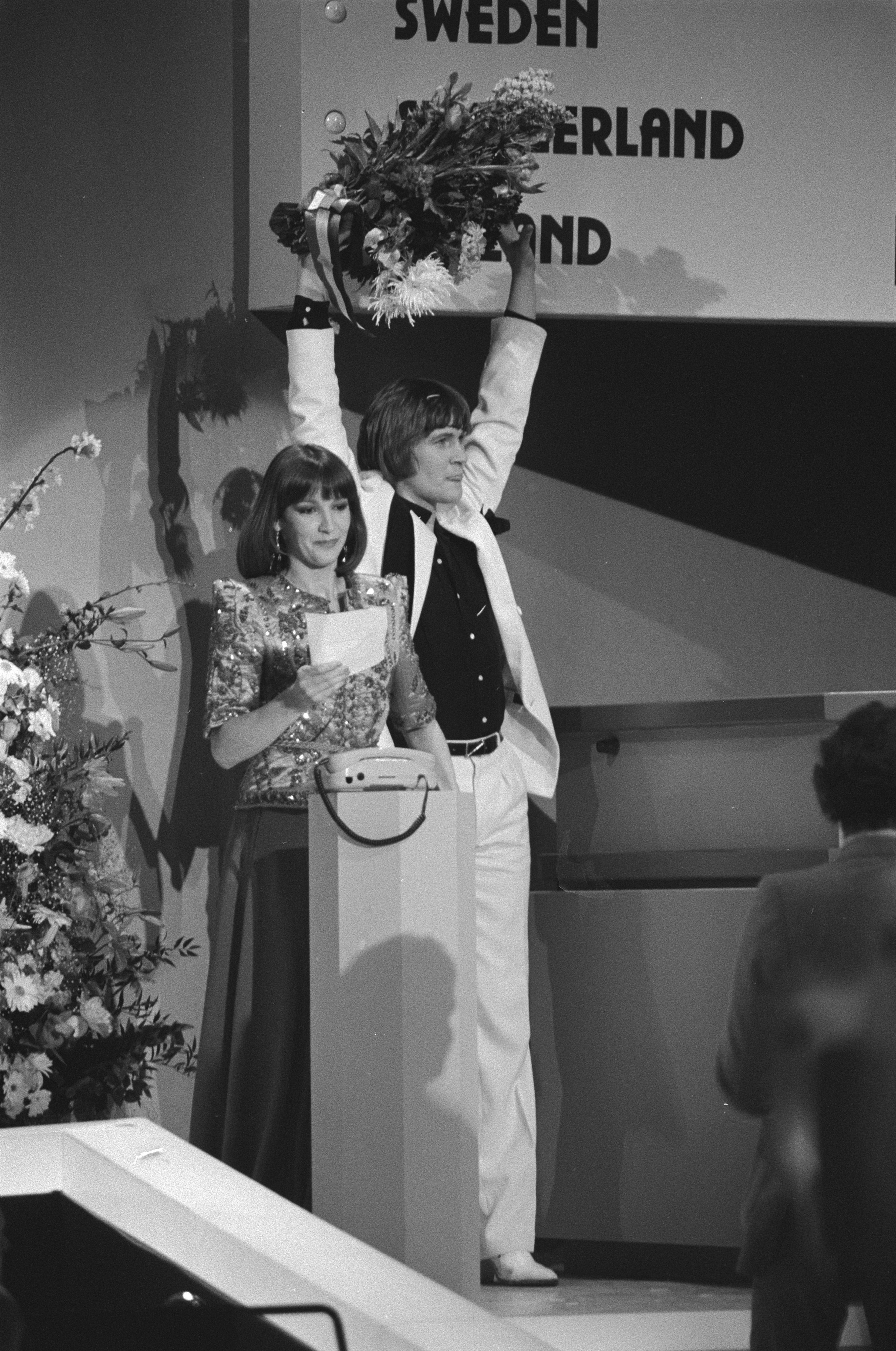
Johnny Logan che esulta per la vittoria con Marlous Fluitsma, la presentatrice della serata

What's Another Year è considerata una potente ballata, cantata dal punto di vista di un uomo che è in attesa della ragazza dei suoi sogni. A un certo punto, sembra che lei non potrà mai condividere i sentimenti di lui, ma ancora li conserva a prescindere. Inoltre, anche se l'amante dovrà aspettare per l'eternità o appunto per un altro anno, lo farà.
Il titolo appare nel ritornello, in particolare "Che cosa è un altro anno / per qualcuno che si abitua ad essere da solo?": in altre parole, è pronto ad aspettare finché l'amore non arrivi.
La canzone doveva essere originariamente cantata da Glen Curtin ma in seguito al rifiuto del cantante, "What's Another Year" fu riorganizzata da Bill Whelan (che avrebbe successivamente composto Riverdance per l'interval act del concorso 1994, sempore tenutosi in Irlanda) per adattarla allo stile del cantautore Johnny Logan. Il successo di "What's Another Year" fu enorme, e l'Eurovision fu per Logan un trampolino di lancio (avrebbe continuato il successo nel 1987 con "Hold Me Now"). La canzone è stata selezionata come una delle 14 più importanti del festival in uno speciale per celebrare il 50º anniversario del concorso. Notoriamente, dopo essere stato annunciato come il vincitore del Concorso, davanti alla tedesca Ebstein, Logan è stato sopraffatto dall'emozione e non riusciva a raggiungere le note alte vicino alla fine della canzone nella sua ripresa.
La canzone è stata eseguita per diciassettesima nella serata (a seguito della Francia con "Hé, hé M'sieurs dames" e prima della Spagna, rappresentata da Trigo Limpio con "Quédate esta noche").
Al termine della votazione il brano ricevette 143 punti, piazzandosi primo sui 19 partecipanti.
In Germania, Johnny Logan pubblicò una versione in lingua tedesca di "What's Another Year", intitolata "Was ist schon ein Jahr". In Portogallo il singolo è stato pubblicato (in inglese) con un piccolo errore di battitura: "What's Another Year!" e non con il punto interrogativo.

## Classifica europea
| Classifica (1980) | Posizione massima |
| ----------------- | ----------------- |
| Austria           | 5                 |
| Belgio (Fiandre)  | 1                 |
| Germania          | 2                 |
| Irlanda           | 1                 |
| Norvegia          | 1                 |
| Paesi Bassi       | 3                 |
| Regno Unito       | 1                 |
| Svezia            | 1                 |
| Svizzera          | 2                 |